# Железнодорожный район (Москва)
Железнодорожный район — бывший район в Москве.

## Описание
Здание райисполкома находилось по адресу: Солнечногорская улица, дом 5. Здание РК КПСС находилось по адресу: улица З и А. Космодемьянских, дом 31. Территория находится на северо-западе Москвы. По две стороны пересекается с Октябрьской железной дорогой. В районе течёт река Лихоборка.
Общая площадь 1500 гектар. Площадь зелёного массива 300 гектар. Воды 8 гектар. Количество людей на 1978 год насчитывает 154 тысячи.
Главные дороги: Большая Академическая и Михалковская улицы, бульвар Матроса Железняка.

## История
Железнодорожный район был сформирован в 1936 году. В 1957 году упразднён. В 1977 году создан вновь.
В 1978 году площадь жилфонда 2246,9 тысяч метров квадратных, в местности располагалось 25 рабочих производств: завод «Моссельмаш», Химический завод имени Войкова, Опытный завод научно-исследовательского и проектно-конструкторского светотехнического института, депо «Лихоборы», мебельный комбинат № 3; 10 научно исследовательских института, проектных организаций и КБ: НИИ геодезии, аэрофотосъёмки и картографии, научно-производственное объединение «Союзцветметавтоматика», Автомобильный и автомоторный институт; Московское окружное отделение Московской железной дороги, 25 школ, 50 дошкольных образований, 2 кинотеатра, 19 библиотек, 5 ДК, 3 больницы, 15 поликлиник, 73 продуктовых и 36 промышленных магазина, 101 точка общепита.
В 1991 году упразднён.